# Congregação das Irmãs do Santíssimo Sacramento
A Congregação das Irmãs do Santíssimo Sacramento, fundada no dia 30 de novembro de 1715, é uma ordem católica romana destinada a mulheres dedicadas a adoração do Santíssimo Sacramento.
Com cerca de 300 Irmãs a congregação está presente em diversos países da Europa, América do Sul e África.

## Histórico
A Congregação nasceu após a conversão de seu fundador - Pierre Vigne. As primeiras Irmãs viviam em grande pobreza, tinham e ainda hoje têm a missão de acompanhar os peregrinos da Viagem do Calvário, educar crianças e jovens e a serem solidárias com os doentes e pobres. Teve sua fundação no dia 30 de novembro de 1715 quando Pierre Vigne dá a cada uma das primeiras Irmãs uma cruz de prata.
Em 1730, a Casa das Irmãs torna-se um Centro de Formação para Irmãs Educadoras.
Em 1731, entram em seu plano apostólico, os hospitais (na ocasião da peste em Rochepaule).
Antes da Revolução Francesa, a Congregação contava com 40 Estabelecimentos e o Rei Luis XIV fornecia as cartas patentes da existência legal. A Revolução disseminou as Irmãs, mesmo assim, algumas se mantiveram firmes.
Em 1805, foram instaladas na Abadia de São Justo, em Romans, de onde saíram em 1908 por perseguição religiosa.
Em 1872, tiveram Constituições aprovadas pelo Papa Pio IX, em 1885, Leão XIII aprovou-as definitivamente como Congregação.
Em 1903 surgem as fundações no Brasil, Inglaterra e Suíça.
Chegaram no Brasil no dia 4 de Outubro de 1903 a pedido do próprio Clero brasileiro, com o convite para prestação de serviços em hospitais e colégios, principalmente no Nordeste do país. Chegam cinco voluntárias, em Salvador - Bahia, onde fundaram imediatamente um orfanato na mesma cidade. Com o tempo, outras escolas foram sendo fundadas, algumas, inclusive, a pedido de pessoas influentes que viam na irmandade  uma forma menos dispendiosa de educar seus filhos segundo os moldes europeus. Morrem de febre amarela, em Maceió, Alagoas, as primeiras Irmãs francesas que fundaram logo que chegaram o Asilo das Órfãs que depois passa a se chamar Colégio Bom Conselho. Fundam mais tarde o Colégio Santíssimo Sacramento, no início, uma pequena casa e mais tarde, com a ajuda do Visconde de Vendesmet, adquirem o atual prédio.
- Casa Mãe - Valence, França.
- Casa Regional - Salvador, Bahia, Brasil.

No dia 3 de outubro de 2004, o Santo Padre João Paulo II preside na Basílica Vaticana, a Celebração Eucarística da qual proclamou em sua Homilia, Pierre Vigne como Bem-aventurado Servo de Deus, sendo portanto, beatificado.

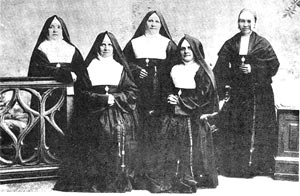
Cinco Irmãs pioneiras no Brasil.